# Unterhinterhof
Unterhinterhof ist ein Gemeindeteil der Stadt Feuchtwangen im Landkreis Ansbach (Mittelfranken, Bayern). Unterhinterhof liegt in der Gemarkung Larrieden.

## Geografie
Der Weiler liegt an der Zwergwörnitz, einem rechten Zufluss der Wörnitz. Im Norden grenzt das Hinterhöfer Holz an, im Südosten das Hinterhölzlein und das Wegholz. Eine Gemeindeverbindungsstraße führt am Oberhinterhof vorbei nach Marktlustenau (2,7 km nordwestlich) bzw. zur Kreisstraße AN 42 (0,5 km südöstlich).

## Geschichte
Unterhinterhof lag im Fraischbezirk des ansbachischen Oberamtes Feuchtwangen. Im Jahr 1732 bestand der Ort aus drei Anwesen. Alleiniger Grundherr war der Deutsche Orden (Amt Dinkelsbühl). An diesen Verhältnissen änderte sich bis zum Ende des Alten Reiches nichts. Von 1797 bis 1808 unterstand der Ort dem Justiz- und Kammeramt Feuchtwangen. 
Mit dem Gemeindeedikt (frühes 19. Jahrhundert) wurde Unterhinterhof dem Steuerdistrikt und der Ruralgemeinde Larrieden zugeordnet. Im Zuge der Gebietsreform in Bayern wurde Unterhinterhof am 1. Januar 1972 nach Feuchtwangen eingemeindet.

### Baudenkmal
- Weiherfeld: Flachsbrechhaus, kleiner eingeschossiger Satteldachbau, teilweise Fachwerk, wohl 19. Jahrhundert; 100 m außerhalb des Ortes in Richtung Oberhinterhof. Mittlerweile abgerissen.[9]

### Einwohnerentwicklung
| Jahr      | 001818 | 001840 | 001861 | 001871 | 001885 | 001900 | 001925 | 001950 | 001961 | 001970 | 001987 |
| Einwohner | 30     | 40     | 53     | 45     | 48     | 41     | 37     | 41     | 41     | 32     | 30     |
| Häuser    | 8      | 6      |        |        | 10     | 10     | 9      | 9      | 9      |        | 9      |
| Quelle    | [ 11 ] | [ 12 ] | [ 13 ] | [ 14 ] | [ 15 ] | [ 16 ] | [ 17 ] | [ 18 ] | [ 19 ] | [ 20 ] | [ 1 ]  |

## Religion
Der Ort ist seit der Reformation evangelisch-lutherisch geprägt und bis heute nach St. Michael (Larrieden) gepfarrt. Die Einwohner römisch-katholischer Konfession sind nach St. Ulrich und Afra (Feuchtwangen) gepfarrt.